# Јован Зебић
Јован Зебић (Руњани, 5. мај 1939 — Београд, 15. март 2007) био је српски политичар и економиста.

## Биографија
Рођен је у 5. маја 1939. у Руњанима, отац му се звао Бранислав. Завршио је Економски факултет у Београду где је и докторирао.
Радну каријеру је почео у Савезном секретаријату за привреду, затим је био начелник за привреду и финансије београдске општине Стари град, потом је 11 година био градски секретар за финансије Београда, онда вицегувернер Народне банке Југославије.
Од 1989. био је члан Извршног већа Скупштине СР Србије и републички секретар за финансије. Од марта 1993. био је потпредседник Владе СРЈ, а привремено је обављао и функцију министра финансија у истој влади до 5. јула 1993. године. Од септембра 1994. до јуна 1996. године поново је обављао функцију министра финансија, а од 9. априла 1998. до октобра 2000. био је потпредседник Савезне владе.
Јован Зебић је припадао генерацији оних људи који су учествовали у оснивању Социјалистичке партије Србије. Био је више година члан Главног одбора Социјалистичке партије Србије, народни посланик у Народној скупштини Републике Србије и савезни посланик у Већу грађана Савезне скупштине СРЈ, као припадник те партије обављао је и поменуте функције републичког и савезног министра за финансије и потпредседника Савезне владе.
Веће грађана Савезне скупштине укинуло му је посланички имунитет на седници одржаној 11. маја 2001. године, на захтев истражног одељења Окружног суда у Београду ради вођења истраге због финансијских малверзација. Кривична пријава је поднета 31. марта 2001, а истрага је трајала шест година. Против Јована Зебића и Михаља Кертеса је 13. марта 2007. подигнута оптужница специјалног тужиоца за борбу против организованог криминала, која их терети за изношење вишемилионских износа новца из Србије на Кипар, у време владавине Слободана Милошевића. Истрагом су били обухваћени и Слободан Милошевић, који је у међувремену умро, и Никола Шаиновић против кога се води процес у Хашком трибуналу, па они нису укључени у оптужницу.
Јован Зебић је убрзо после подизања оптужнице умро 15. марта 2007. у Београду.